# Rhinolophus montanus
Rhinolophus montanus és una espècie de ratpenat de la família dels rinolòfids. Viu al Timor Oriental. El seu hàbitat natural són en vessants boscoses. No hi ha cap amenaça significativa per a la supervivència d'aquesta espècie.